# Širkovce
Širkovce este o comună slovacă, aflată în districtul Rimavská Sobota din regiunea Banská Bystrica, pe malul râului Rimava⁠(d). Localitatea se află la altitudinea de 183 m deasupra n.m., se întinde pe o suprafață de 17,71 km2 și în 2017 număra 988 de locuitori. Se învecinează cu Jesenské, Rimavská Sobota, Bottovo, Dubovec, Slovacia, Šimonovce, Drňa și Hostice.

## Istoric
Localitatea Širkovce este atestată documentar din 1264.

## Demografie
| An:                | 1994 | 2004    | 2014   | 2024   |
| ------------------ | ---- | ------- | ------ | ------ |
| Număr de persoane: | 764  | 903     | 954    | 963    |
| Diferență:         |      | +18,19% | +5,64% | +0,94% |

| An:                | 2023 | 2024   |
| ------------------ | ---- | ------ |
| Număr de persoane: | 962  | 963    |
| Diferență:         |      | +0,10% |